# ウィリアム・ハミルトン (神学者)
ウィリアム・ハミルトン（William Hamilton, 1924年3月9日 - 2012年2月28日）はアメリカ合衆国の神学者で神の死の神学運動の提唱者である。

## 生涯
ハミルトンは1924年にアメリカ合衆国イリノイ州のエバンストンに生まれた。1943年にオベリン大学を卒業した。第二次世界大戦中は、アメリカ合衆国海軍に従軍した。それから、1949年にニューヨークのユニオン神学校より、神学修士号を取得した。1952年にハミルトンはスコットランドのセント・アンドリュース大学より神学博士号を取得する。
1961年に『キリスト教の新しい本質』という本を出版する。この本で神学は未完成のものであり、謙虚であるべきであると主した。そして、キリスト者の苦難の問題についての示唆を与えた。
1964年には「木曜日の子供」という記事を書いた。この記事では、三人称で書いてあるが、今日の神学者について自伝として書いたものである。神学者が公民権運動などの社会問題に伝統的神学では無力であり、同労者と共に正義のため働き祈るこということを告白している。
1966年ハミルトンはトマス・アルタイザーの神学に従って、『急進的神学と神の死』という書籍をアルタイザーと共に著した。雑誌タイムは同じ年に、「神は死んだか？」という記事を載せた。
また、同年「新しい楽観主義」という論文を発表して、新正統主義が衰退した理由は、人間と世界に関してあまりにも悲観的であることであると述べ、当時のアメリカは悲観主義を乗り越えて、楽観主義へと動いていると主張した。その理由として、T・S・エリオットが1965年に死んだことを挙げている。
ハミルトンはコルゲイト・トチェスター・クロザー神学校で1967年に引退するまで、教えた。それから、フロリダのサラソータの新しい大学で宗教を教えた。1970年にポートランド州立大学の教員になる。その大学の学部長として1986年まで奉職する。
ハミルトンは鬱血性心臓疾患の合併症で2012年オレゴン州のポートランドで死去する。